# Henri Harpignies

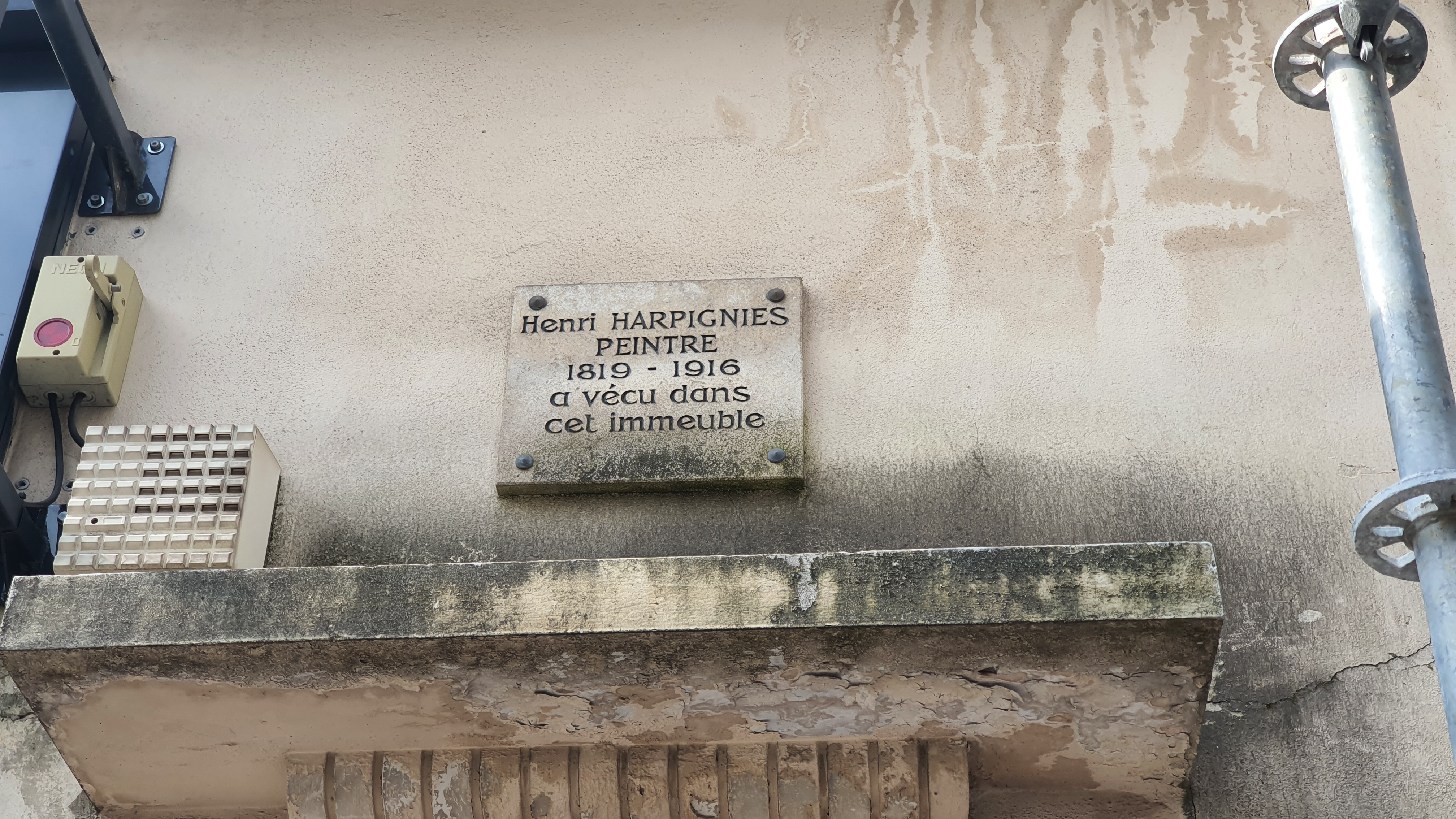
Plaque 185, rue du Faubourg Saint-Honoré à Paris.

Henri Joseph Harpignies né à Valenciennes (Nord) le 28 juin 1819 et mort à Saint-Privé (Yonne) le 28 août 1916 est un peintre paysagiste, aquarelliste et graveur français de l'École de Barbizon.

## Biographie

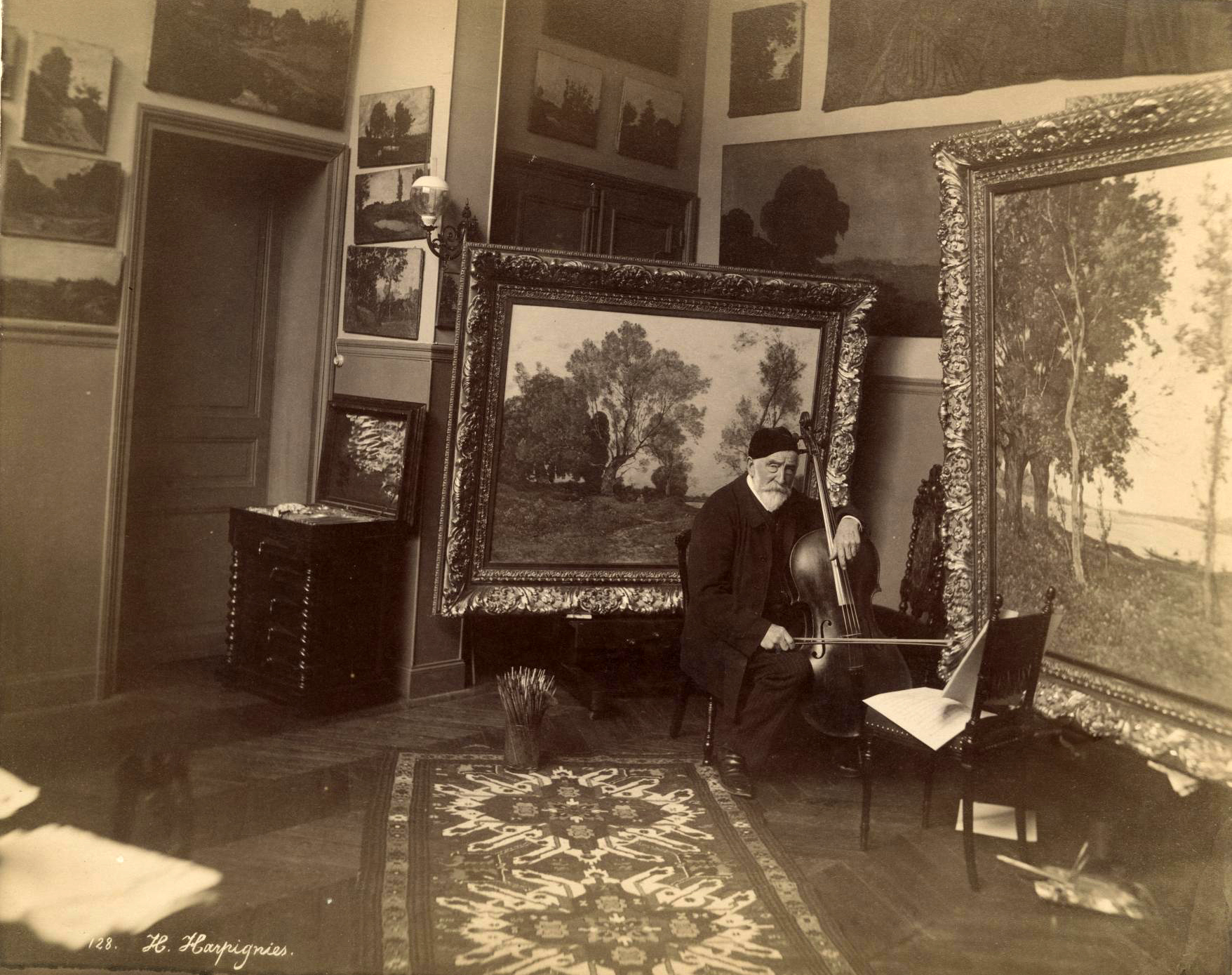
Edmond Bénard, Henri Harpignies dans son atelier, New York, Frick Collection.

Les parents d'Henri Joseph Harpignies, Henri et Adèle, le destinent à une carrière commerciale, mais sa détermination à devenir artiste peintre les amènent à l'autoriser à entrer dans l'atelier de Jean Achard à Paris en 1846. Après deux ans de formation, il part voyager en Italie.
De retour en France en 1850, Henri Harpignies se consacre à des bambochades enfantines en milieu paysager et rejoint Corot et l'École de Barbizon dont il subit l'influence. Liés d'amitié, les deux artistes effectuent ensemble un voyage en Italie en 1860.
En 1859, il collabore à la décoration de la salle du personnel de l'hôpital de la Charité de Paris[réf. nécessaire], partiellement reconstruite au musée de l'Assistance publique - Hôpitaux de Paris.
À son retour d'Italie en 1861, il obtient son premier succès au Salon avec sa Lisière de bois sur les bords de l'Allier. Il expose ensuite régulièrement au Salon. En 1866, il reçoit sa première médaille pour Le Soir dans la campagne de Rome, acquis par l'État. Il habite alors au 185, rue du Faubourg-Saint-Honoré dans le 8e arrondissement de Paris (où une plaque commémorative lui rend hommage) avant d'emménager au 9, rue Coëtlogon.
Au cours de sa très longue carrière, Henri Harpignies peint un grand nombre d'œuvres à Hérisson dans le Bourbonnais, ainsi que dans le Nivernais et en Auvergne. Il  réalise des œuvres décoratives pour l'Opéra de Paris, dont le panneau du Val d'Égrie, qu'il expose au Salon en 1870. Il était ami de Léon Bonnat qui fit par deux fois son portrait en 1889 (musée des Beaux-Arts de Valenciennes et Petit Palais à Paris).
Il peint les vitraux du château de Trousse-Barrière à Briare en 1895. En 1898, il est nommé Rosati d'honneur.
Anatole France l'a qualifié de « Michel-Ange des arbres et des campagnes paisibles ».
À la fin de sa vie, il était presque aveugle.
Il est inhumé dans le cimetière de Saint-Privé (Yonne).
La bande dessinée Harpignies (Paquet, 2014), en partie consacrée à sa vie, a été réalisée par le dessinateur Elric Dufau-Harpignies dont l'arrière-grand-père était un cousin d'Henri Harpignies.

## Collections publiques
- Argentine

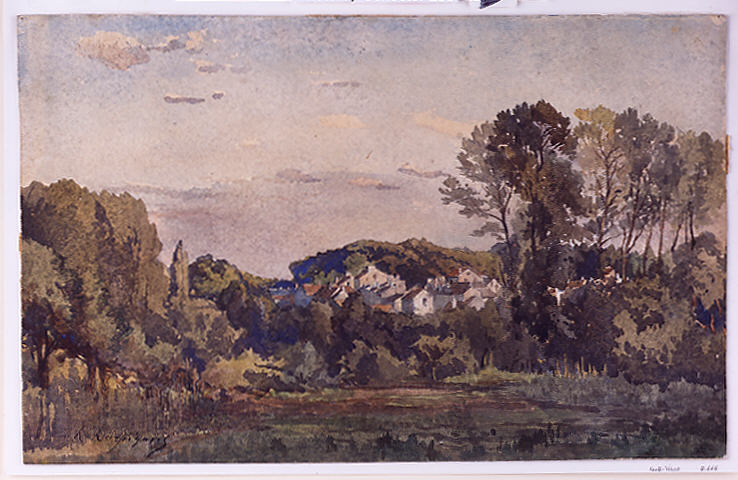
Paysage avec une ville au loin (vers 1865), aquarelle, New York, Metropolitan Museum of Art.

  - Buenos Aires, musée national des Beaux-Arts : Le Canal de Briare.

- Canada
  - Montréal, Musée des beaux-arts de Montréal : Clair de lune (1889)
  - Québec, Musée national des beaux-arts du Québec : Paysage de montagne[10].

- États-Unis
  - Tulsa, Philbrook Museum of Art : Pont ferroviaire sur la Briare.
  - Washington, National Gallery of Art : Paysage en Auvergne.

- France
  - Caen, musée des Beaux-Arts :
    - Chasse à courre ou Belle journée d'hiver, huile sur toile, 71,5 x 103 cm[11]

  - Lille, palais des Beaux-Arts : 
    - Vue prise à Moncel-sur-Seille (Meurthe-et-Moselle), vers 1868, huile sur toile, 73 × 100 cm[12]

  - Reims, Musée des Beaux-arts : 
    - Soleil couchant sur le Loing, 1878, Aquarelle et lavis de gouache sur papier aquarelle ivoire légèrement grainé, 24 × 30 cm
    - La cour Chaillot à Saint-Privé, 1886, huile sur toile, 50,5 x 72,5 cm
    - Clair de lune aux environs de Marseille, 1889, huile sur toile, 60,4 x 81,5 cm
    - L'Aurore, 1890, huile sur toile, 100,5 x 152,4 cm

Œuvres d'Henri Harpignies
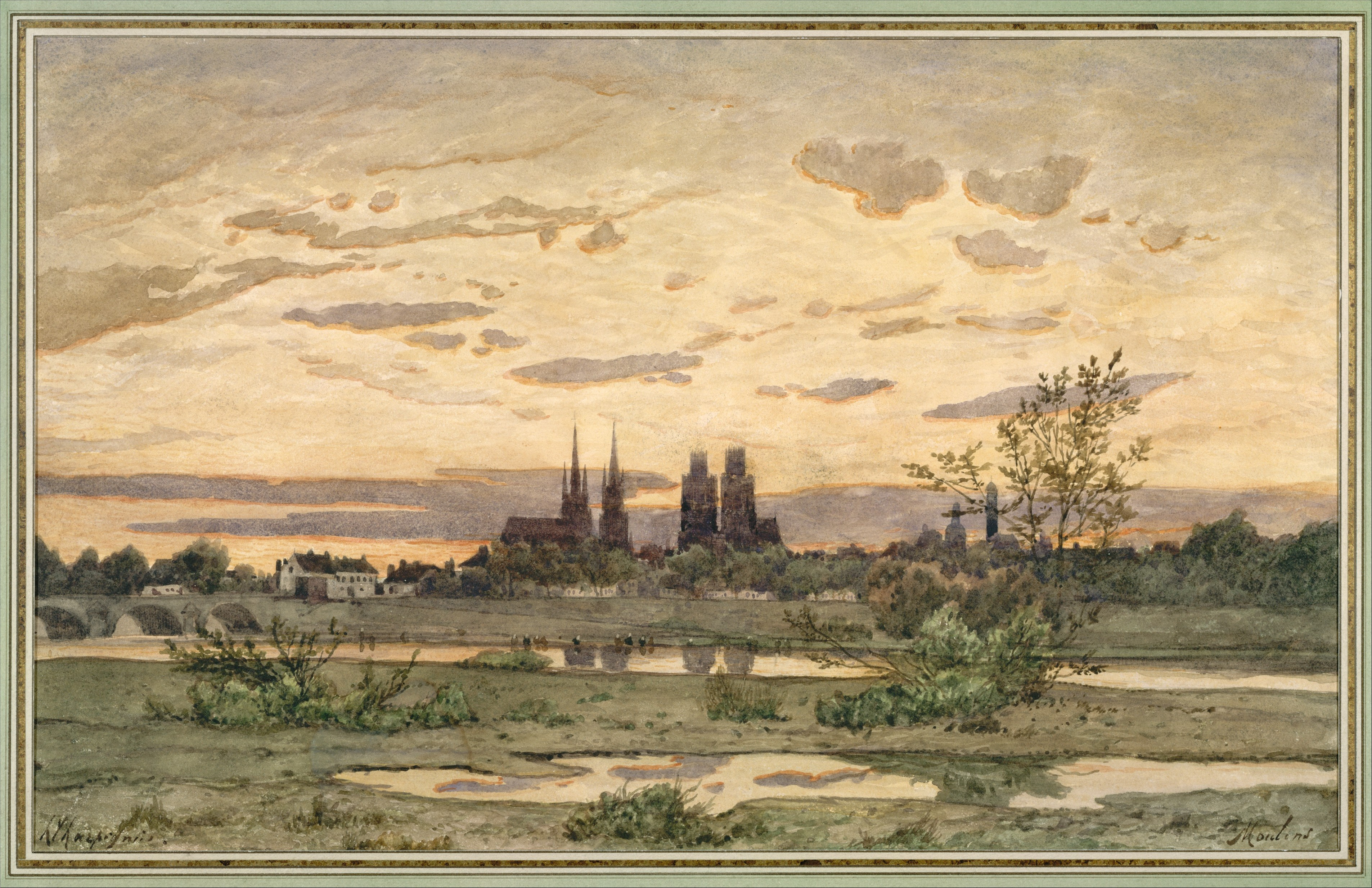
Vue de Moulins (vers 1850-1860), aquarelle, New York, Metropolitan Museum of Art.
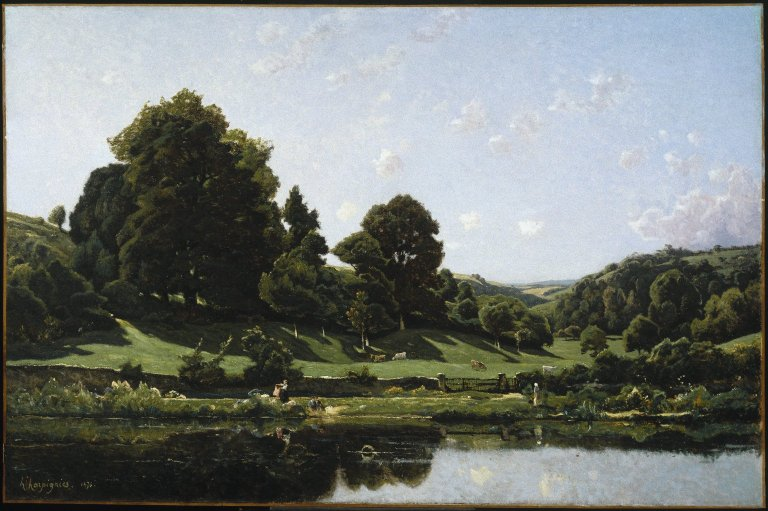
Une prairie du Bourbonnais, par un effet de matin (1876), New York, Brooklyn Museum.
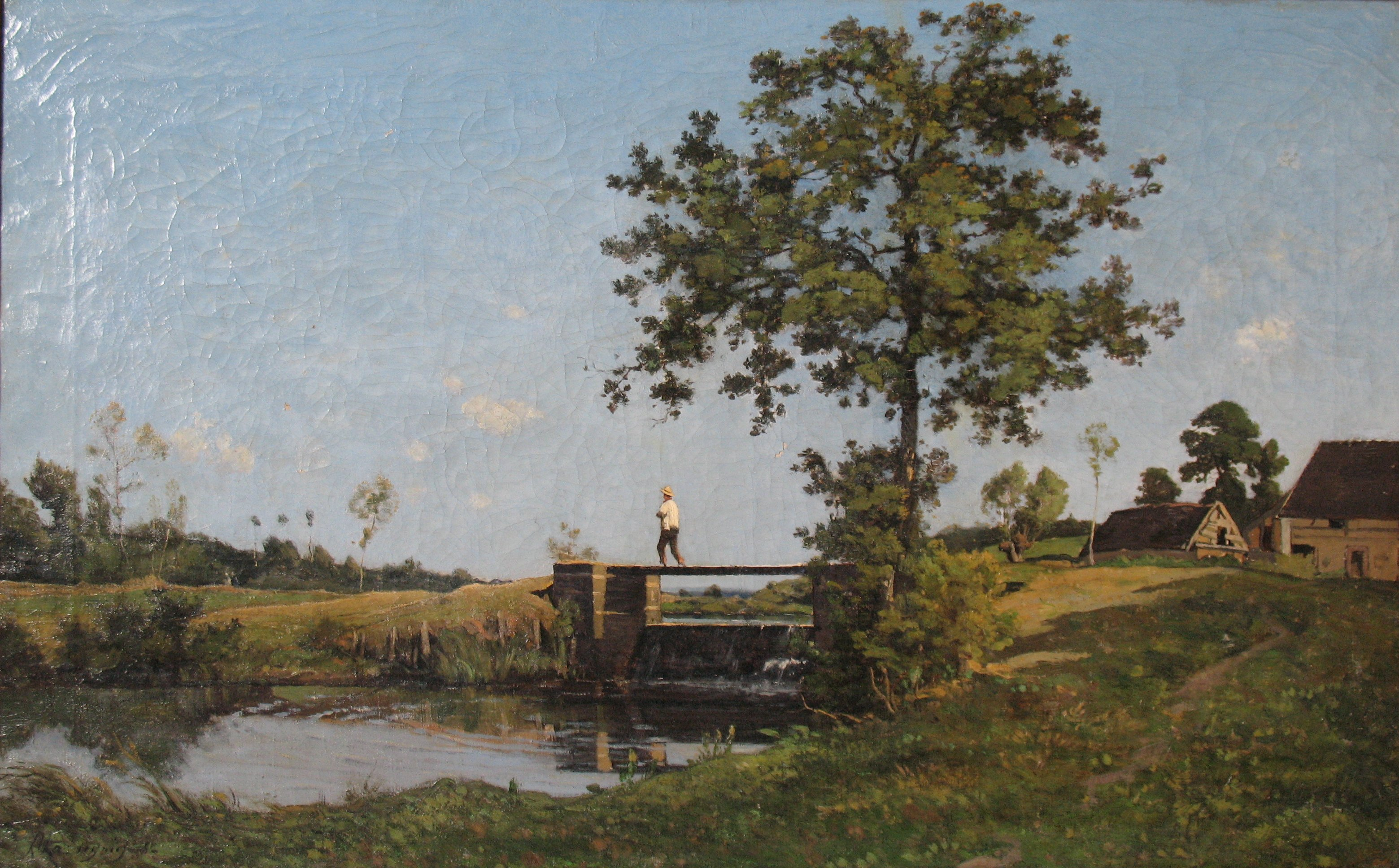
Paysage (1880), Paris, musée d'Orsay.
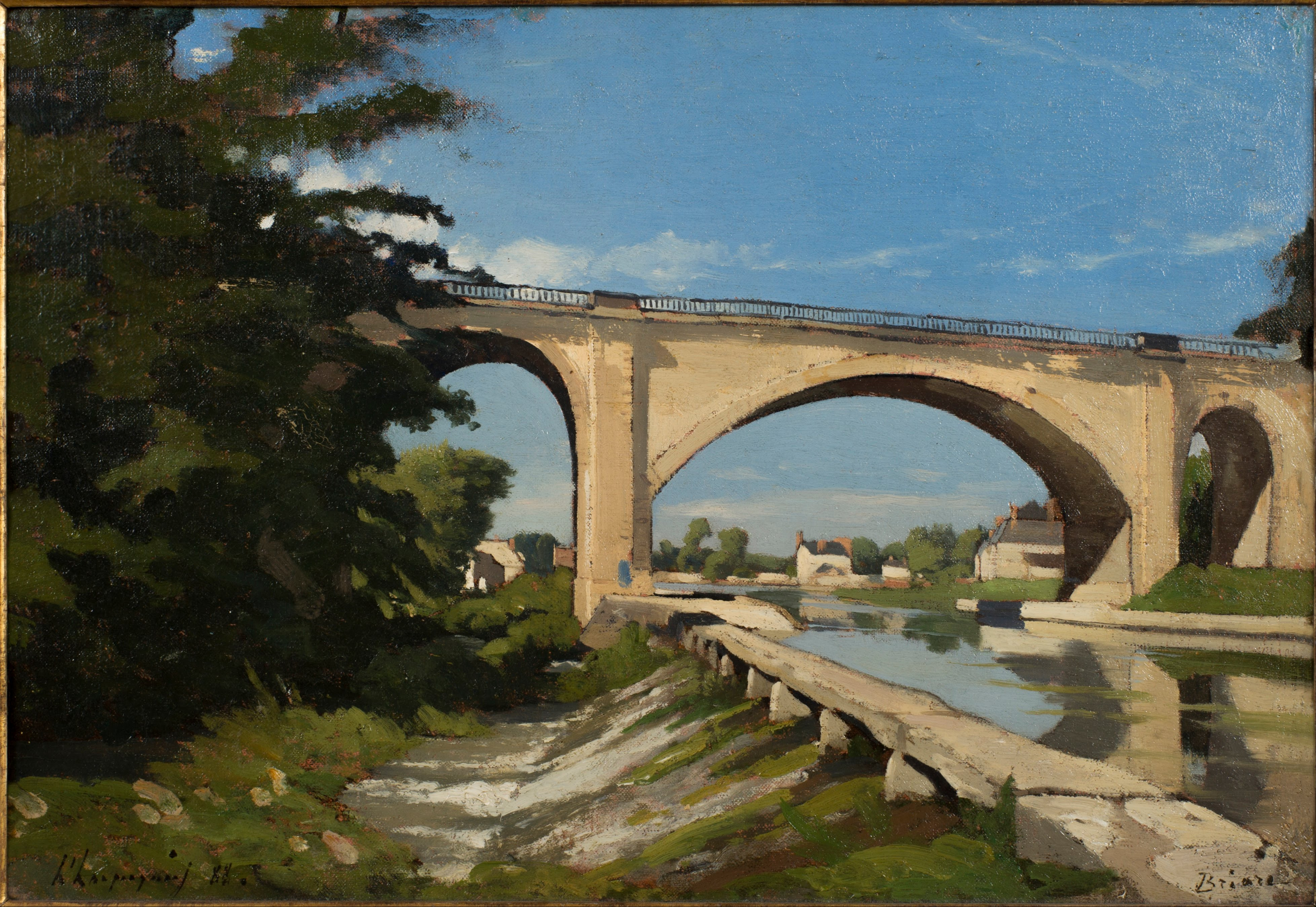
Pont ferroviaire sur la Briare (1888), Oklahoma, Tulsa, Philbrook Museum of Art.
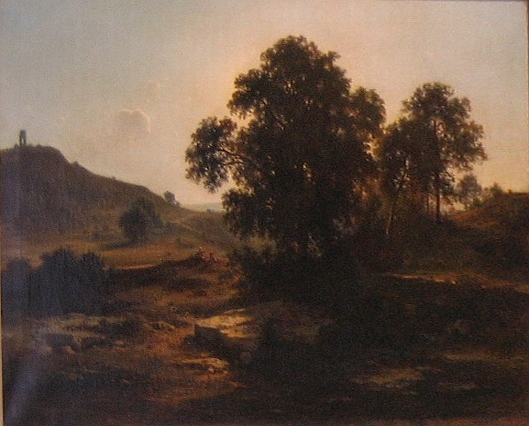
Paysage (1891), huile sur toile, palais des Beaux-Arts de Lille.
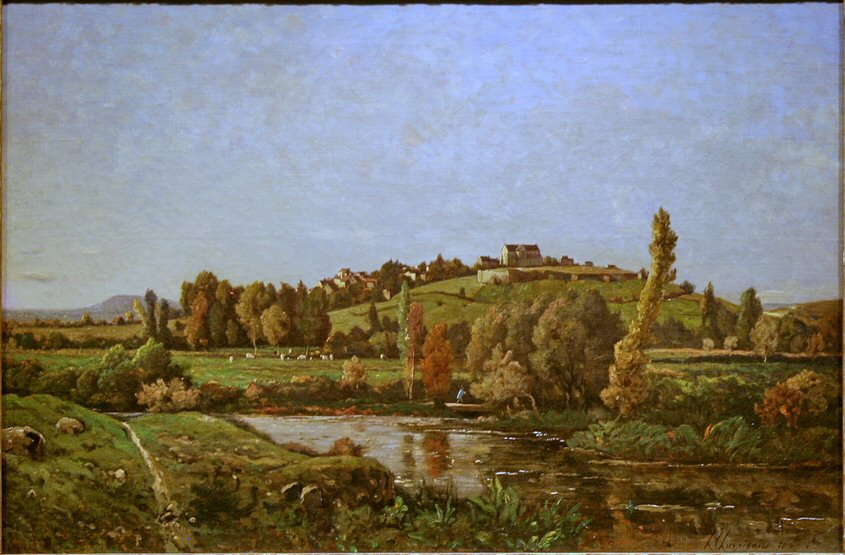
Paysage en Auvergne (1898), huile sur toile, Washington, National Gallery of Art.
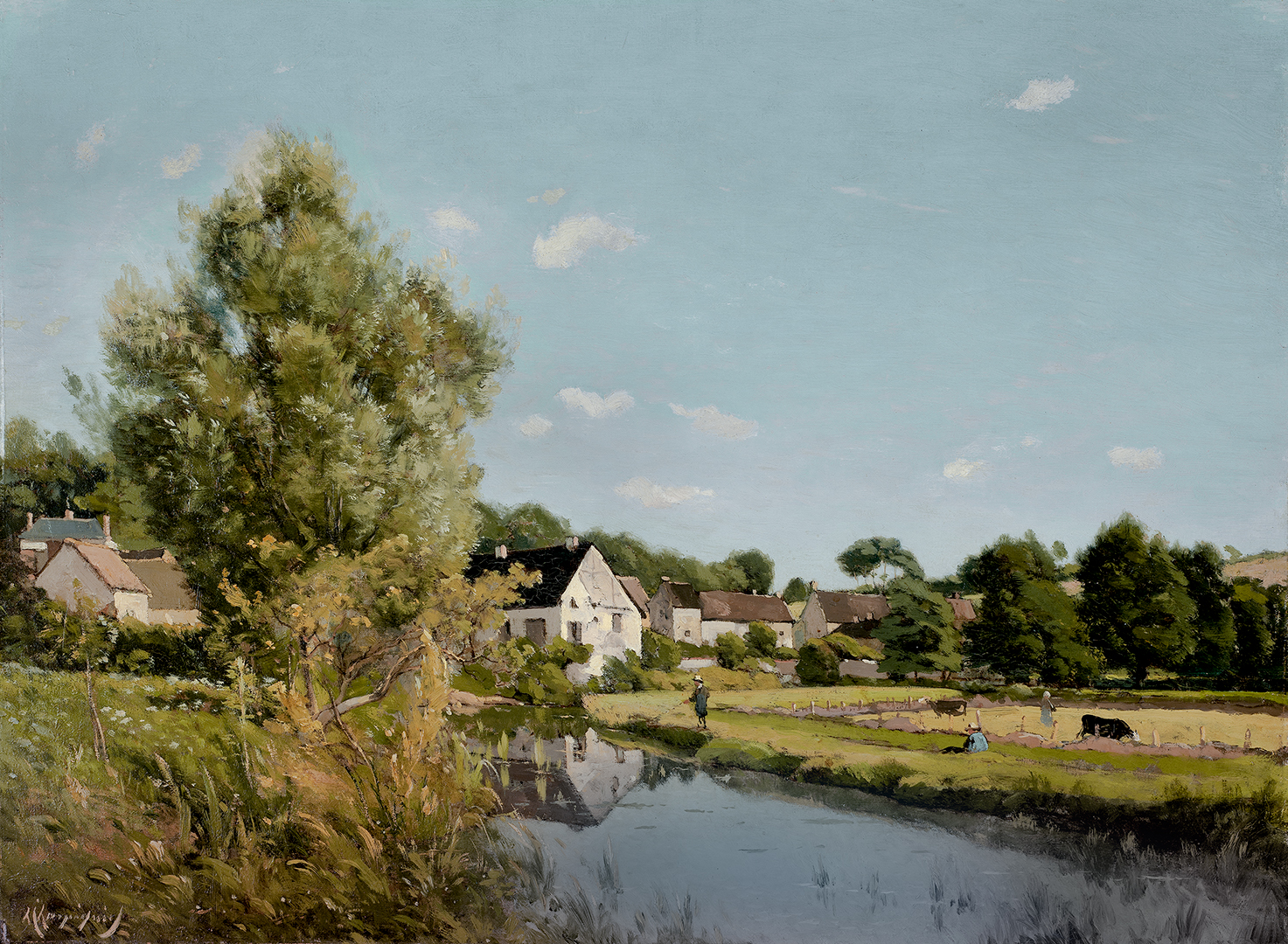
Le Moulin (1900), Stockton, Haggin Museum (en).
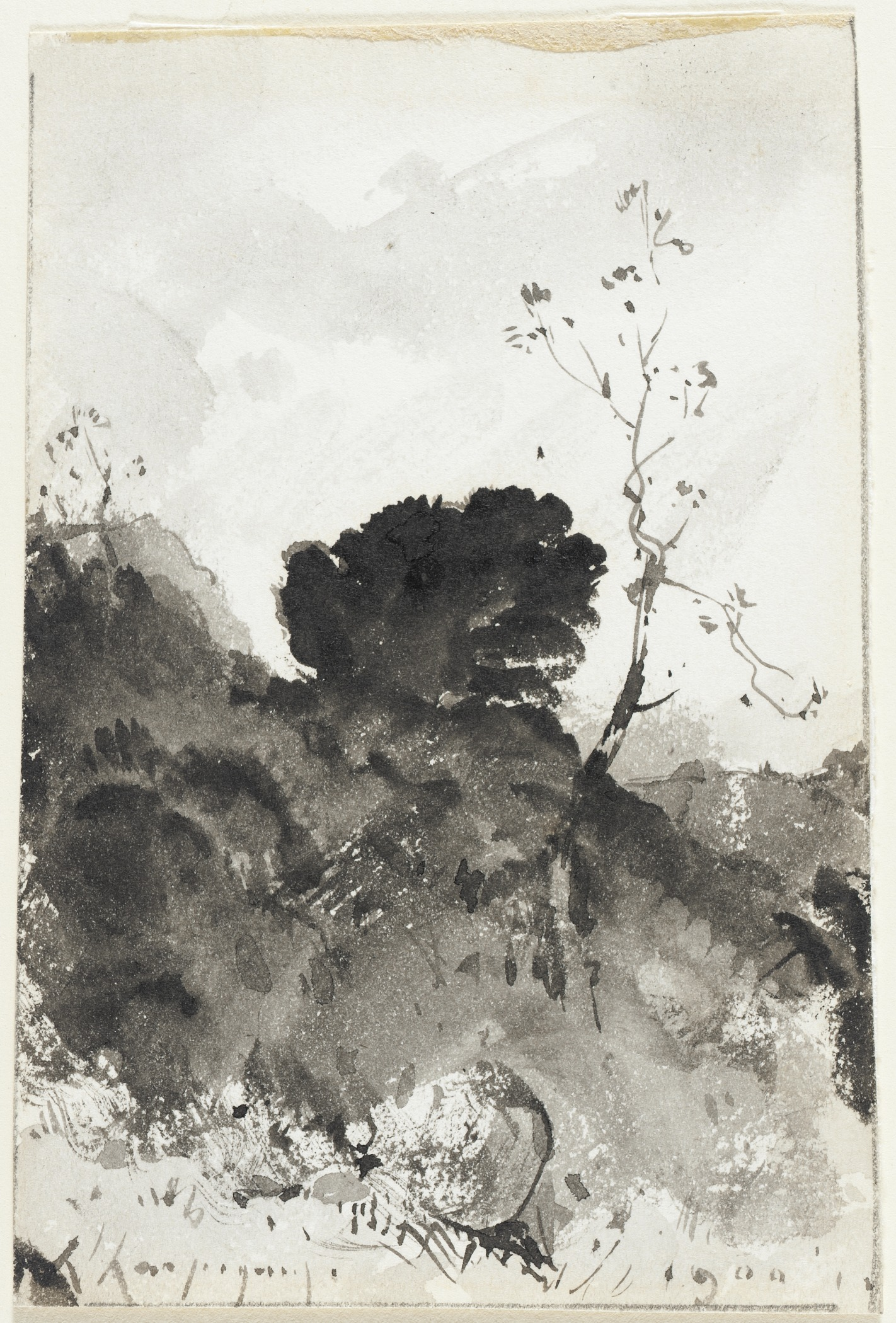
Paysage (1900), lavis, musée d'Art du comté de Los Angeles.
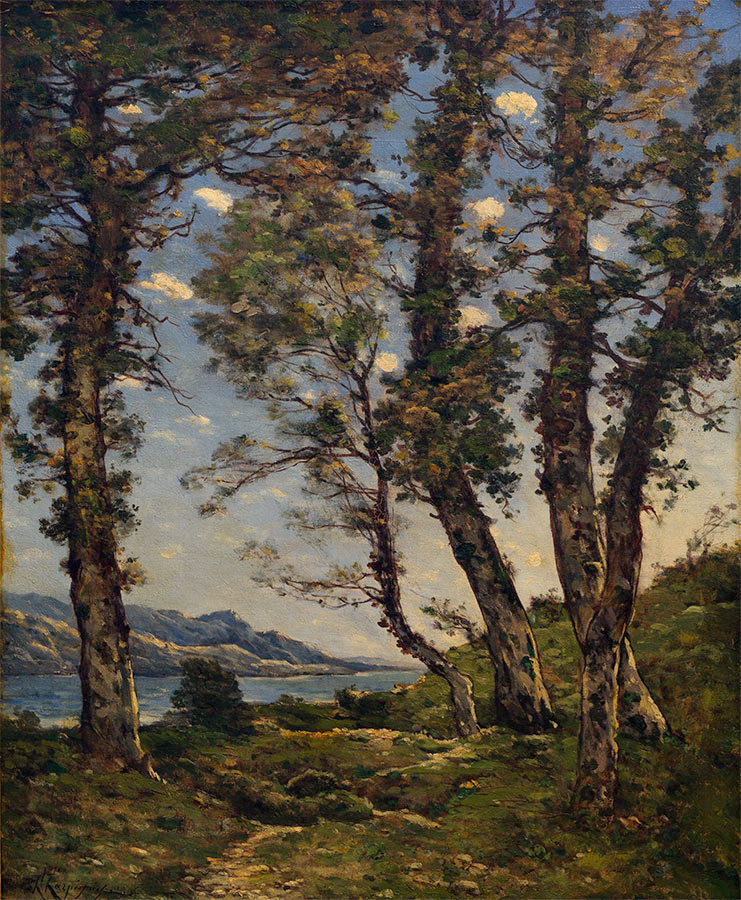
Les Chênes (1905), Cuba, musée national des Beaux-Arts.

## Élèves
- Louis Ageron
- Émile Appay
- Louis-Alexandre Cabié
- Jacques Paulin Charles Carbonnier (1847-1922)
- Carlos-Lefebvre
- Jules-Charles Choquet[13] (1846-1937)
- Alfred Couturaud (1864-1922)
- Ernest Designolle (1850-1941)
- Henri Foreau
- Marc-Aurèle de Foy Suzor-Coté[14]
- Ferdinand Jules Albert Gosselin (1863–1940)
- Emile Guiblain-Coquery (1884-1963), dernier élève du peintre
- Henri Jamet
- Emmanuel Lansyer
- Alexandre Félix Leleu (1871-1937)
- Maurice Le Liepvre
- Jane Le Soudier
- Maurice Lévis
- Paul Louchet
- Lucie Malfilâtre (1866-1951)
- Émile-Justin Merlot (1839-1900)
- James Wilson Morrice[15]
- Alexandre Nozal
- Édouard Pépin
- Alfred Roll
- Jeanne Rongier
- Paul Roux
- Raymond Jean Verdun
- Pierre Vignal

## Récompenses
- Médailles au Salon de Paris en 1866, en 1868 et en 1869, puis il devient hors-concours.
- Médaille de deuxième classe (d'argent) à l'Exposition universelle de 1878.
- Médaille d'honneur en 1897 pour Solitude et Bords du Rhône.
- Grand officier de la Légion d'honneur. En 1875, il est nommé chevalier, puis promu officier (1883), élevé au grade de commandeur (1901) puis de grand officier (1911) de l'ordre national de la Légion d’honneur.

## Iconographie
- Édouard Louis Dubufe, Portrait d'Henri Harpignies, 1876, Versailles, musée de l'Histoire de France.
- Corneille Theunissen, Henri Harpignies, 1899, buste, château de Lunéville.
- Pierre Petit, Henri Harpignies, 1908, photographie parue dans 500 Célébrités contemporaines de la Collection Félix Potin en 1908.
- Victor Ségoffin, Henri Harpignies (1819-1916), peintre, buste, Valenciennes, musée des Beaux-Arts[16].